# Гамеса
Гамеса (исп. Gámeza) — небольшой город и муниципалитет в центральной части Колумбии, на территории департамента Бояка. Входит в состав провинции Сугамукси.

## История
Поселение, из которого позднее вырос город, было основано в 1585 году. Муниципалитет Гамеса был выделен в отдельную административную единицу в 1811 году.

## Географическое положение

Муниципалитет Гамеса

Город расположен восточной части департамента, в горной местности Восточной Кордильеры, к востоку от реки Чикамоча, на расстоянии приблизительно 63 километров к северо-востоку от города Тунха, административного центра департамента. Абсолютная высота — 2742 метра над уровнем моря.
Муниципалитет Гамеса граничит на севере с территорией муниципалитета Таско, на востоке и западе— с муниципалитетом Корралес, на юго-западе — с муниципалитетом Топага, на юге — с муниципалитетом Монгуа, на востоке — с муниципалитетом Сокота. Площадь муниципалитета составляет 88 км².

## Население
По данным Национального административного департамента статистики Колумбии, совокупная численность населения города и муниципалитета в 2015 году составляла 4856 человек.
Динамика численности населения муниципалитета по годам:
| 2005 | 2006 | 2007 | 2008 | 2009 | 2010 | 2011 | 2012 | 2013 | 2014 | 2015 |
| ---- | ---- | ---- | ---- | ---- | ---- | ---- | ---- | ---- | ---- | ---- |
| 5669 | 5585 | 5498 | 5415 | 5346 | 5265 | 5182 | 5095 | 5019 | 4939 | 4856 |

Согласно данным переписи 2005 года мужчины составляли 50,5 % от населения Гамесы, женщины — соответственно 49,5 %. В расовом отношении всё население города составляли белые и метисы.
Уровень грамотности среди всего населения составлял 89,7 %.

## Экономика
59,6 % от общего числа городских и муниципальных предприятий составляют предприятия торговой сферы, 30,7 % — предприятия сферы обслуживания, 9 % — промышленные предприятия, 0,7 % — предприятия иных отраслей экономики.